# 大曲西道路

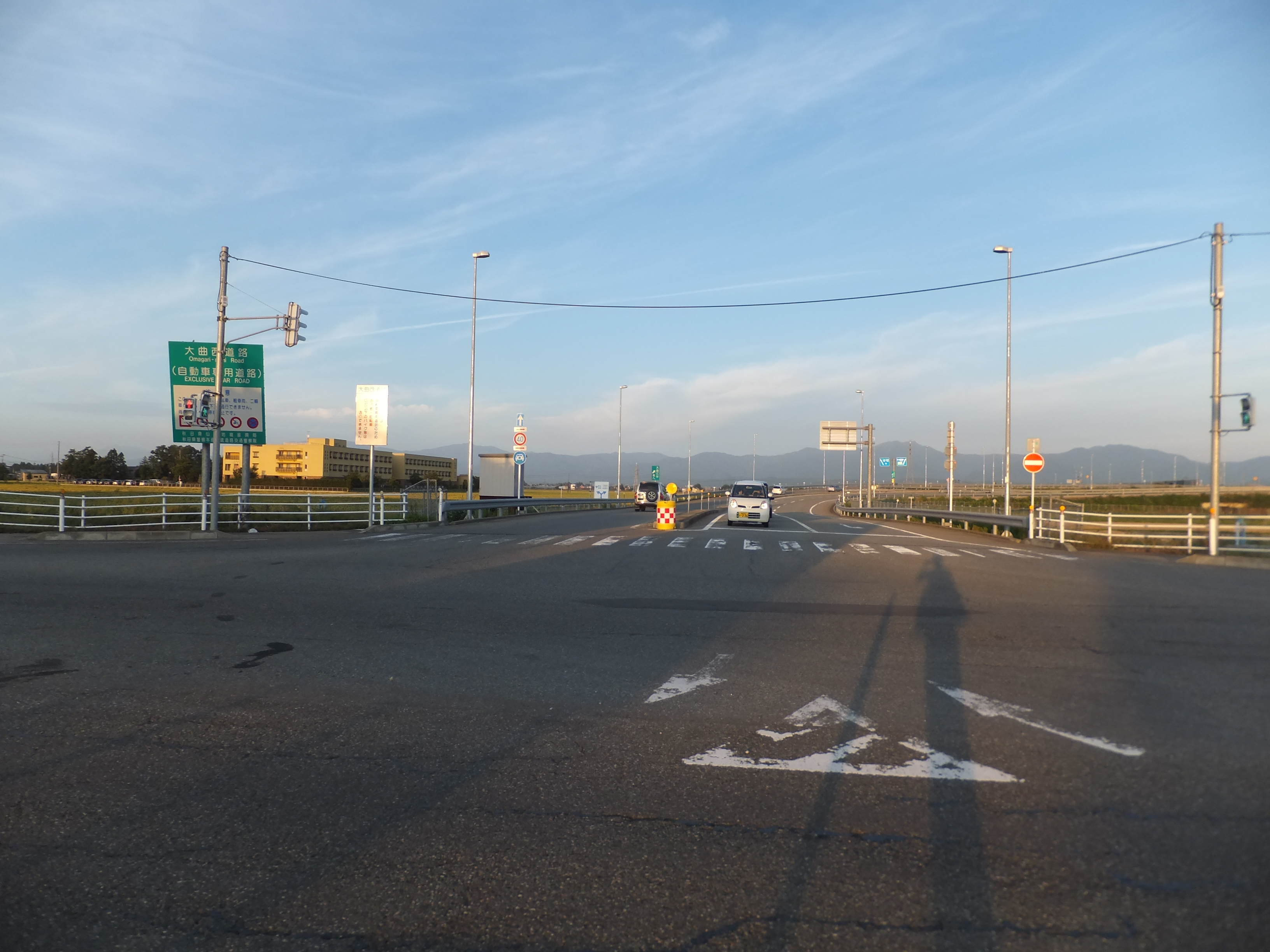
飯田インターチェンジ（2013年9月）

大曲西道路（おおまがりにしどうろ）は、秋田県大仙市の伊岡ICと和合ICを結ぶ総延長6.8 kmの自動車専用道路。地域高規格道路本荘大曲道路の一部として整備された。
起点（伊岡IC）にて、秋田自動車道大曲IC(北緯39度25分36秒 東経140度25分30秒 / 北緯39.426786度 東経140.425017度)の料金所と一般道路（国道105号など）とを結ぶランプから分岐する。そのままほぼ直線的に東進して大曲南大橋(北緯39度26分09秒 東経140度28分31秒 / 北緯39.435843度 東経140.475367度)にて雄物川を渡り、さらにJR奥羽本線(北緯39度26分21秒 東経140度29分49秒 / 北緯39.439279度 東経140.496808度)と立体交差ののちに国道13号大曲バイパスに接続（和合IC）し、終点となる。
料金所はなく、全線を通して無料で通行できる（ただし伊岡ICでの一般道路と大曲西道路の行き来は不可）。

## 路線データ
- 起点：秋田県大仙市内小友
- 終点：秋田県大仙市和合
- 全長：6.8 km
- 車線数：暫定2車線（完成4車線）
- 車道幅員：14.0 m（全幅員 22.0 m）
- 道路規格：第1種第3級
- 設計速度：80 km/h

## 沿革
- 1994年（平成6年）12月16日：本荘大曲道路が地域高規格道路の計画路線に指定。
- 1995年（平成7年）8月：調査区間に指定。
- 1996年（平成8年）8月：整備区間に指定。
- 2003年（平成15年）10月26日：山根IC - 飯田IC間3.3 kmが暫定2車線にて開通。
- 2006年（平成18年）7月31日：伊岡IC - 山根IC間1.8 kmが開通。
- 2006年（平成18年）10月13日：飯田IC - 和合IC間1.7 kmが完成し、全線開通。

## インターチェンジなど
- 全施設が秋田県大仙市に所在。

| 施設名                                                                        | 接続路線名                                    | 起点から (km)             | 備考                                                                |                           |
| 本荘大曲道路 由利本荘方面                                                     | 本荘大曲道路 由利本荘方面                     | 本荘大曲道路 由利本荘方面 | 本荘大曲道路 由利本荘方面                                           | 本荘大曲道路 由利本荘方面 |
| ----------------------------------------------------------------------------- | --------------------------------------------- | ------------------------- | ------------------------------------------------------------------- | ------------------------- |
| 伊岡IC(北緯39度25分43秒 東経140度25分59秒 / 北緯39.428642度 東経140.433117度) | E46 秋田自動車道 （大曲IC）                   | 0.0                       | 大曲IC料金所施設内 秋田道方面出入口（一般道路への流出入はできない） |                           |
| 山根IC(北緯39度25分53秒 東経140度27分07秒 / 北緯39.431476度 東経140.452000度) | 国道105号（一般道路）                         | 1.8                       | 和合方面出入口 伊岡方面は、秋田道への連絡のみ可能である             |                           |
| 飯田IC(北緯39度26分15秒 東経140度29分07秒 / 北緯39.437399度 東経140.485290度) | 秋田県道13号湯沢雄物川大曲線 （大仙市道経由） | 5.1                       |                                                                     |                           |
| 和合IC(北緯39度26分30秒 東経140度30分19秒 / 北緯39.441654度 東経140.505245度) | 国道13号 大曲バイパス                         | 6.8                       | 平面交差                                                            |                           |

## 主な橋
- 大曲南大橋（山根IC - 飯田IC）：橋長 602 m[1]
- JR奥羽本線橋梁（飯田IC - 和合IC）